# Звенит январская вьюга
«Звенит январская вьюга» (авторское название — «С любовью встретиться») — песня, написанная композитором Александром Зацепиным на стихи поэта Леонида Дербенёва и впервые исполненная Ниной Бродской в 1972 году.

## История
Впервые песня прозвучала в кинокомедии «Иван Васильевич меняет профессию» 1973 года. Несмотря на то, что в песне поётся про январскую вьюгу, в фильме она исполняется в жаркий летний солнечный день на берегу моря. По сюжету фильма, жена инженера Шурика Зина (Наталья Селезнёва) — киноактриса, которая на съёмках фильма режиссёра Якина (Михаил Пуговкин) так зажигательно исполняет эту песню, что между ней и режиссёром завязываются отношения. В итоге Зина уходит от Шурика к Якину. Данная сцена снималась в Ялте и на месте съёмок в 2016 году был установлен памятник Михаилу Пуговкину в образе режиссёра Якина, сидящего в кресле нога за ногу с тростью в руках.
В фильме Наталья Селезнёва исполняла песню не сама; в картине она звучит в исполнении Нины Бродской. Первоначально Зацепин пригласил записать песню Софию Ротару, однако её подача показалась слишком серьёзной, и голос певицы плохо подходил высокому тембру Селезнёвой. Позже, в 2005 году, Ротару записала новую версию для мюзикла «Первый скорый».
По словам Бродской, несмотря на то что она в то время находилась в так называемом «чёрном списке Лапина», из-за популярности фильма её песни всё равно стали ставить на радиостанциях.
В 1973 году был выпущен миньон с песнями из кинофильма «Иван Васильевич меняет профессию», куда вошла и эта песня. В 1977 году на Центральном телевидении был показан фильм-концерт «Эти невероятные музыканты, или Новые сновидения Шурика», где Селезнёва под фонограмму Нины Бродской вновь исполнила песню.

## Версия Анны Асти
В 2022 году российская певица Анна Асти записала кавер-версию песни специально для телефильма ТНТ «СамоИрония судьбы», в котором предстала в образе жены Шурика. 23 декабря 2022 песня была выпущена как сингл.
По данным «VK Музыки», кавер-версия Асти стала одной из самых прослушиваемых и самых добавляемых в новогоднюю ночь и на новогодних каникулах в России в 2025 году.

### Отзывы критиков
В своей рецензии для InterMedia Алексей Мажаев отметил, что в оригинале, песня была весьма звонкой композицией, и в этом единстве формы и содержания, по его мнению, заключается один из секретов её успеха, однако Анна Асти решила от себя привнести в песню немного интимности и вкрадчивости, что выглядит довольно странно, поскольку слушателю в этот момент хочется физически поддать газку, чтобы услышать громкий открытый вокал, которого в этой версии не будет. Также он заявил, что через год вряд ли кто-то вспомнит именно эту версию «Вьюги».

### Чарты
| Чарт (2023—2025) | Высшая позиция |
| ---------------- | -------------- |
| Латвия (TopHit)  | 1              |
| Литва (TopHit)   | 2              |
| Россия (TopHit)  | 66             |
| Эстония (TopHit) | 70             |

### История релиза
| Регион | Дата            | Формат                      | Лейбл              | Ист.   |
| ------ | --------------- | --------------------------- | ------------------ | ------ |
| Мир    | 23 декабря 2022 | Цифровая загрузка, стриминг | Fenix Music        | [ 16 ] |
| СНГ    | 27 декабря 2022 | Радиоротация                | Первое музыкальное | [ 17 ] |

## Другие кавер-версии
Впоследствии песню неоднократно перепевали другие исполнители.
В 2001 году панк-группа «Оргазм Нострадамуса» записала кавер под изменённым названием «Никогда!», который в качестве титульной песни вошел в альбом «Смерть аморала».
В 2005 году группа «Приключения Электроников» записала кавер для альбома «А ну-ка, девушки!» с Туттой Ларсен.
В 2014 году песню на русском языке записала итальянская рок-группа Vanilla Sky под названием «Zvenit Yanvsrskaya Viuga» для своего мини-альбома Heroes at the Bottom.
В 2022 году вышло сразу несколько интерпретаций песни. Для проекта «VK под шубой» песню записали Валерия и группа The Hatters. На новогоднем «Голубом огоньке-2023» года свою версию исполнила Полина Гагарина.
В 2023 году вышел художественный фильм «Иван Васильевич меняет всё», в котором песня звучит в исполнении Марины Кравец и Павла Деревянко, исполнивших роли Зины и Якина. В 2023 году вышла кавер-версия для игры «Atomic Heart».
По словам Вадима Самойлова из группы «Агата Кристи», эта песня вдохновила его на написание трека «Сказочная тайга», в клипе на который снялись актёры из фильма.